# Bachir Boumaaza
Bachir "Chiren" Boumaaza (født 9. juni 1980), bedre kendt under navnet Athene, er en belgisk YouTube-stjerne, streamer og social aktivist. Athene startede "Gaming for Good"  i 2014, og der er ind til nu indsamlet over 150 millioner kroner til Red Barnet.[kilde mangler]

## Youtube-karriere
Han startede med at lave Youtube-videoer i 2007, hvor han spiller rollen Athene, som er en karismatisk World of Warcraft-spiller. Dette opnåede Bachir hurtigt stor succes med, og i 2008 lavede han en hel film om karakteren Athene. Han begyndte senere at lave andre videoer som vlogs, interviews og andet. Senere begyndte hans Youtube-kanal at handle mere og mere om nødhjælp, hvor han indgik et samarbejde med Red Barnet, som bl.a. har hjulpet ved at tidoble alle de penge Athene samler ind.
Hele Bachirs projekt går ud på at samle alle gamere om at gøre verden til et bedre sted. Det er også deraf navnet til hans online portal "Gaming for Good" kommer fra.[kilde mangler]